# Charles Longueville
Charles Longueville (Lamballe, 21 settembre 1829 – Lorient, 24 luglio 1899) è stato un pittore e incisore francese.
Fu in primo luogo un Ufficiale di Marina per tutta la vita, ma coltivò sempre la pittura, il disegno e l'arte dell'incisione.

## Biografia
Charles Julien Fidèle Longueville nacque nella cittadina di Lamballe (Dip. Côtes-d'Armor - Bretagna).
Compiuti gli studi secondari nel Collegio comunale della vicina città di Lorient (oggi "Lycée Dupuy de Lôme"), entrò alla Scuola Navale di Brest nel 1845. Fu durante questo periodo che Longueville iniziò a coltivare la sua passione per l'arte ed ebbe sicuramente un insegnante, ma non è noto chi fosse costui e come ciò avvenne. Quando uscì dalla Scuola navale fece il suo primo imbarco a Cherbourg, sulla fregata "Reine Blanche", con la quale raggiunse l'Oceano Indiano. Trasferito quindi sulla fregata "Artemisia", rimase a bordo navigando per due anni, e visitò le isole Mascarene,  Riunione e Mauritius, il Madagascar e inoltre Nosy-Be, Zanzibar, Pondichéry, sino all'Isola Saint-Paul e all'Isola Amsterdam. Durante questi viaggi egli continuò sempre ad esercitarsi nel disegno. Tornò in Europa nel 1850. 
In seguito (1852) fu imbarcato su una fregata ospedale, la "Caravane" . Tornato a Lorient, fu colpito da una forma di psoriasi acuta che lo afflisse per tutta la vita. Si ricoverò in ospedale a Parigi nel 1854 e nel 1858. Fra i due ricoveri fu imbarcato sulla fregata "Thisbé", con destinazione il Brasile e il Río de la Plata per due anni. Rivide così Rio de Janeiro e scoprì Bahía, Pernambuco e Montevideo. Partecipò anche allo spegnimento di un imponente incendio che stava devastando un deposito, e per questo fu decorato in Brasile con l'Ordine della Rosa dallo stesso imperatore Pietro II.
Il periodo che seguì il 1858 fu uno dei più densi e proficui della sua vita, anche sotto il profilo della sua produzione artistica:

1859, la flotta trasporta l'armata imperiale a Genova e attua il blocco di Venezia per la Campagna d'Italia di Napoleone.

1860, la flotta controlla la spedizione di Garibaldi in Sicilia e la fine del Regno delle Due Sicilie, rimanendo tutta l'estate alla fonda nella baia di Napoli. Il 3 ottobre Longueville è promosso luogotenente di Vascello. 

1861, le navi si portano in Medio Oriente per proteggere i cristiani maroniti oggetto dei massacri perpetrati dai drusi. Alla fine dell'anno Longueville è nominato cavaliere della Legion d'onore

1862, la flotta fa sosta a Napoli, quindi visita i porti algerini per poi stazionare in Corsica.

Durante questi viaggi Longueville eseguì una cospicua serie di bozzetti e di schizzi che in seguito utilizzerà nel suo atelier. 

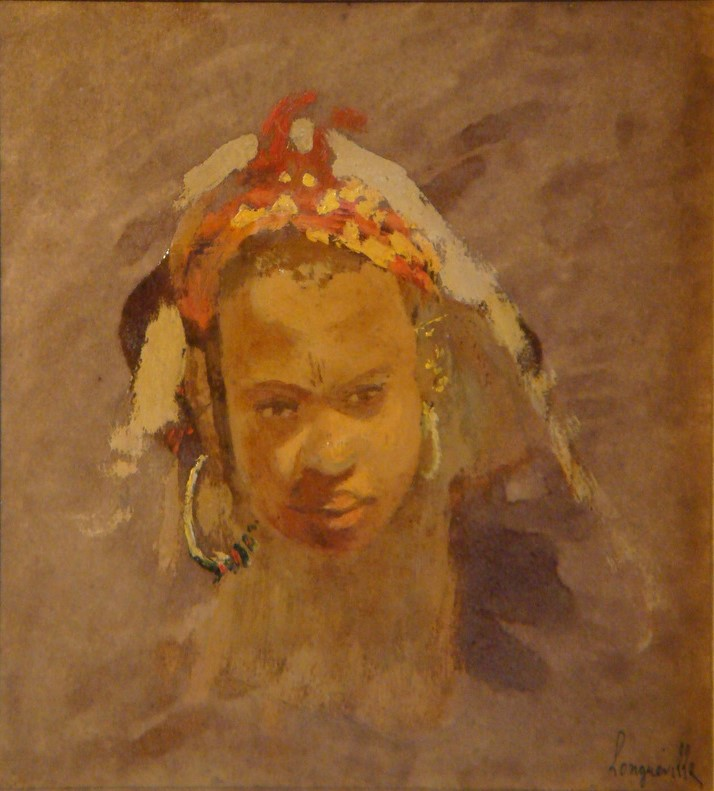
Giovanetta araba di Orano

Nel novembre del '62 Longueville tornò a Lorient e, all'età di 33 anni, decise di sposarsi portando all'altare una giovane di Morlaix, Mathilde Desloge. Da queste nozze nacquero due figli, Charles, il 9 novembre 1863, e Edouard, il 12 novembre 1864.
Nel 1863, divenne membro della "Società degli acquafortisti" 
Ciò lo spinse a produrre una trentina di acqueforti fra il 1863 e il 1872. Nel 1865 e nel 1870 espose inoltre al Salon di Parigi. 
Dal 1864 riprese a navigare, per poi essere destinato, nel 1865, a Cherbourg e infine assunse il ruolo di istruttore sul "Borda", nella rada di  Brest.
E fu in quell'anno che sua moglie e il suo primogenito Charles morirono contemporaneamente, vittime della difterite. Longueville si ritrovò solo con il figlio minore, che dovette affidare ai nonni materni, a Morlaix. Ormai il suo unico desiderio era di restare a Brest, per non allontanarsi dal figlio Edouard. Visse così per otto anni sul "Borda", con una sola interruzione: nella guerra del 1870 gli fu assegnato il comando in seconda di un battaglione di fucilieri di marina che difese il forte d'Ivry durante l'assedio di Parigi. Longueville concluse la sua carriera di ufficiale di Marina con il grado di Capitano di Fregata ed andò in pensione nel dicembre del 1874. Su sua richiesta il Ministero lo nominò "Pittore della Marina" nel marzo del '75. Fu il sesto artista a fregiarsi di questo titolo, creato nel 1830.

Dal giorno del pensionamento la pittura e il disegno divennero il suo unico mondo, per il resto dei suoi giorni.
Nel maggio del 1879, a Parigi, Charles Longueville si risposò con Marie Eblé. Da questo secondo matrimonio nacquero ancora due figli, Charles (1880) e Jean (1883). Nel 1885, il suo primo figlio Edouard, divenuto maggiorenne, volle restare solo a Parigi, mentre suo padre e la nuova famiglia si stabilirono a Lorient. Negli anni che seguirono Longueville coronò la sua attività artistica con la creazione di quattro album in cui raccontava i suoi viaggi nel mondo. Ogni pagina di essi « era composta da un testo vergato elegantemente a mano e, nella parte alta della pagina, da un disegno a penna dello stesso stile. L'insieme era legato da un elemento botanico: piante, fogliame o fiori, il cui disegno rammentava le stampe giapponesi » (Anne Raffray).
Il 24 luglio del 1899, nella sua casa di Lorient, Longueville morì a 70 anni, consumato dalla sua malattia che, nella vecchiaia, era andata peggiorando sempre più..

## Onorificenze
- - Cavaliere dell'"Ordine della Rosa" del Brasile nel 1854.
- - Cavaliere della Legion d'Onore nel 1861.
- "Pittore ufficiale della Marina" nel 1875[4]

## Opere
Avendo sempre vissuto della sua professione di ufficiale di marina, Longueville non ricavò mai nulla dalle suo opere pittoriche, con l'eccezione delle acqueforti, che furono commercializzate da Alfred Cadart, l’editore della « Société des Aquafortistes » e in seguito dell'"Illustration Nouvelle". La parte importante dei suoi lavori è ancor oggi di proprietà dei suoi discendenti e delle persone a lui più vicine.
Questo fatto spiega il perché Longueville sia così poco noto. Solo le sue acqueforti sono parzialmente presenti in numerosi Musei: 
- Metropolitan Museum of Art - (New York)
- Five College Museums - (Deerfield)
- Museum of Fine Arts - (Boston)
- Fine print collections - (Georgetown)
- National Gallery of Australia - (Canberra)
- British Museum - (Londra)
- Victoria and Albert Museum - (Londra)
- National maritime museum - (Greenwich)
- Aristotile University - (Thessalonica)
- National Gallery of Canada - (Ottawa)
- Musée de la Marine - (Parigi, Biblioteca nazionale, sala delle stampe)

Quanto ai suoi dipinti, essi sono in massima parte sconosciuti o irreperibili. Solo di alcuni di essi si ha notizia, perché fanno (o facevano) parte di collezioni pubbliche: di tre oli ("Dintorni del porto di Lorient con la bassa marea", "La calma" » e "In oriente"), esposti al Salon del 1865 e del 1870, si è perduta la traccia; tre grandi quadri sono presenti nel Museo dei Giacobini di Morlaix:  "Carnac", "Un episodio di guerra" e "Veduta di Beirut"; un'ampia tela che rappresenta il castello diroccato di Beirut, venduta a Nantes il 16 giugno 2015, fa ora certamente parte di una collezione privata. A questi si aggiunge un disegno a penna, "Il ponte nuovo", visibile nel Museo della Compagnia delle Indie a Port-Louis.

Questo ristretto elenco di quadri e disegni a tutt'oggi identificati costituisce dunque solo una minima parte dell'opera di Charles Longueville.

## Galleria d'immagini

### Pitture
- Procession des Coureaux à Larmor Plage, olio su tela, collezione privata, 73x115
- Vue de Beyrouth, 1887, olio su tela, museo dei Giacobini, Morlaix, 81,5x64, (restaurato nel 2014)[5]
- Jardin des Tuileries, 1885, olio su tela, collezione privata, 67x83
- Dolmen entre Locmariaquer et la Trinité,1874, olio su cartone, collezione privata, 24x30
- Jeune arabe de 14 ans, Oran, 1862, olio su cartone, collezione privata, 17,1x15,9

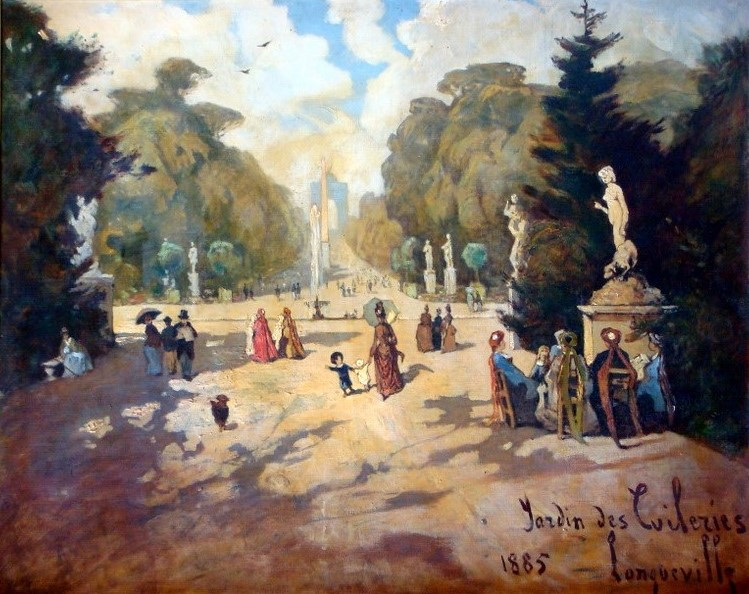
Giardino delle Tuileries, 1885
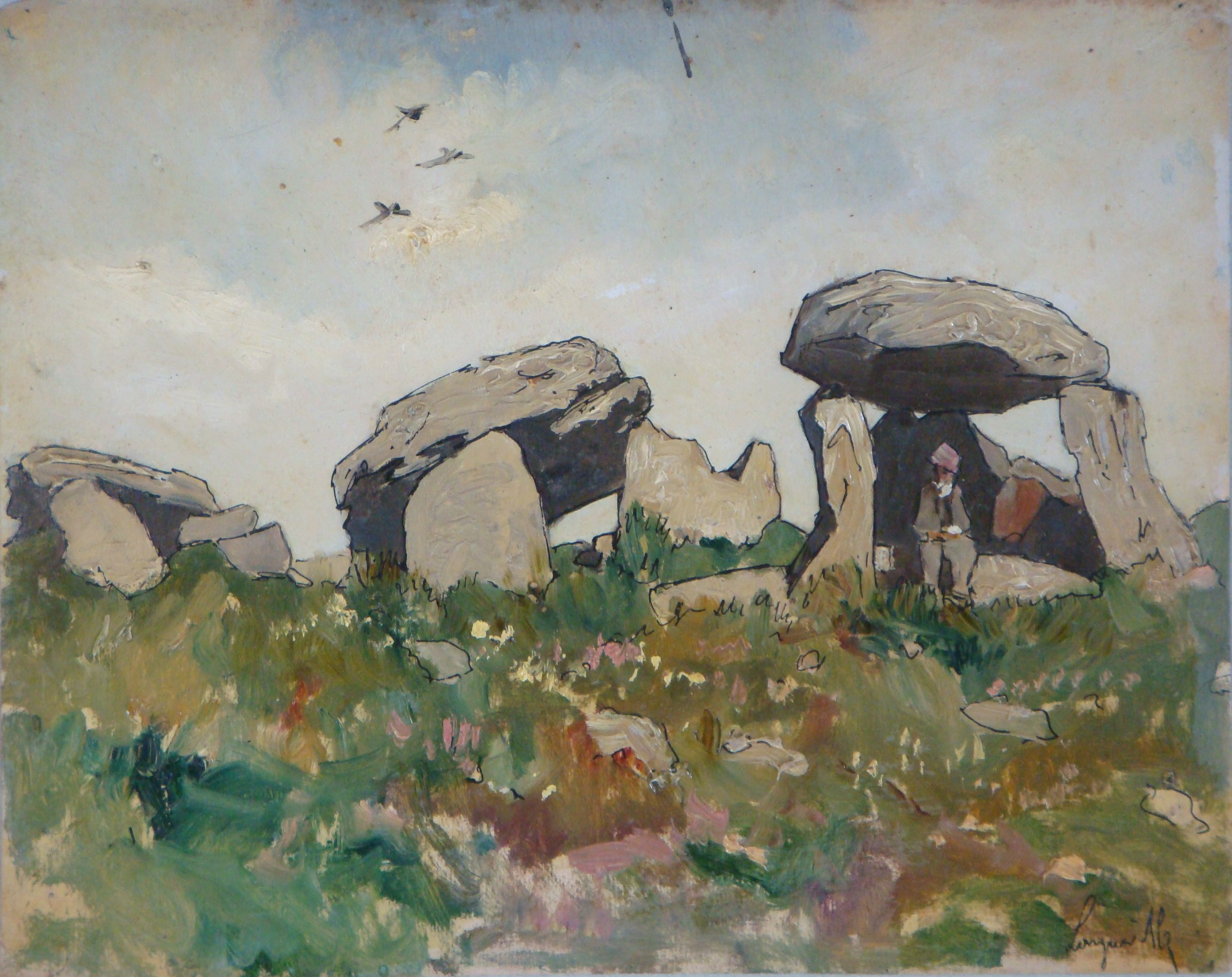
Dolmen fra Locmariaquer e La Trinité, 1874
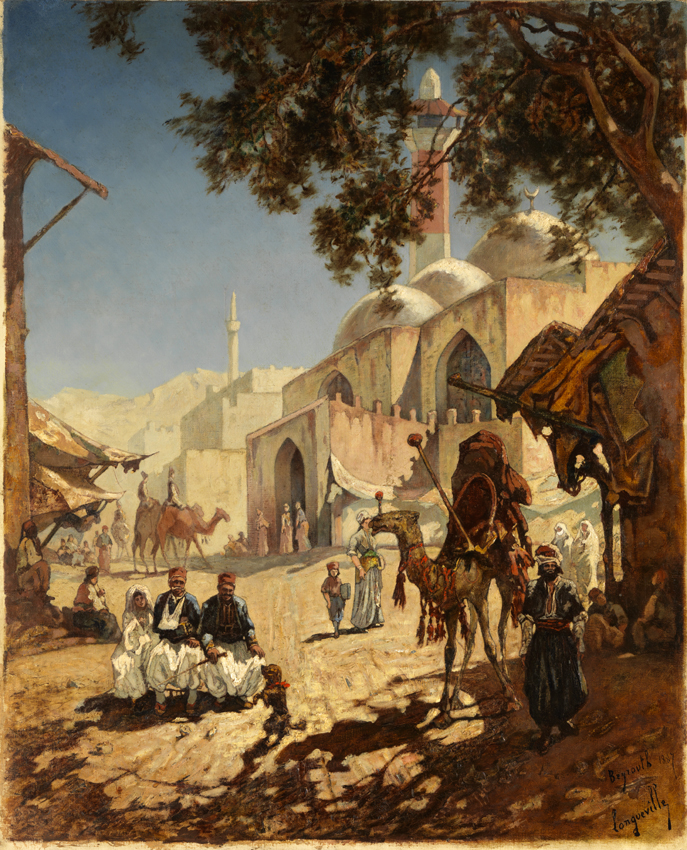
Moschea a Beirut, 1887
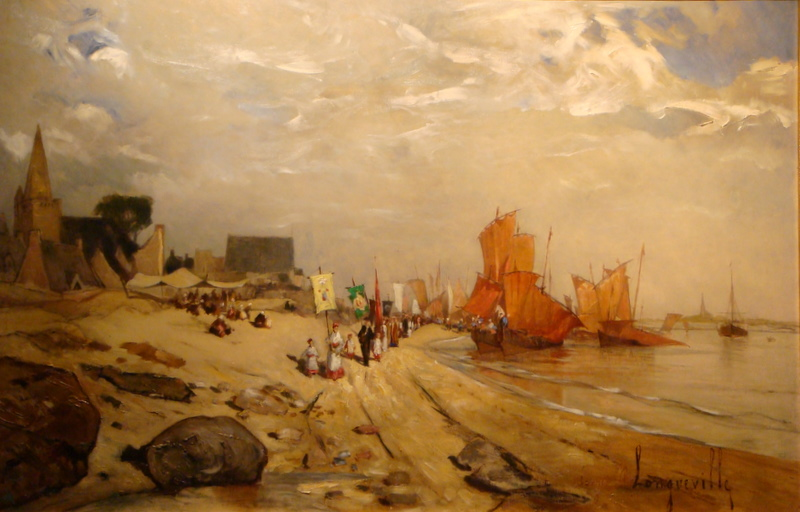
Processione dei "Coureaux" a Larmor Plage (Morbihan), 1890

### Incisioni
La produzione di acqueforti di Longueville assomma a 29 opere, 16 in qualità di membro della "Società degli acquafortisti" (periodo 1863-1864), e 13 pubblicate nella rivista "L’illustration nouvelle" (periodo 1870-1872):
- 3 acqueforti isolate: Une rue à Beyrouth, (1863) - Croquis d’orient, (1864) - Combat naval, (1864);
- 13 acqueforti della serie Sur terre et sur mer, (1864), esposte a New York nel 1866;
- 12 acqueforti della serie Voyage d’un marin à Jérusalem, (1870), di cui quattro esposte al Salon del 1870;
- 1 acquaforte isolata: Le tombeau de la Vierge dans la vallée de Josaphat, (1872), assai probabilmente eseguita per la sottoscrizione degli artisti per finanziare la liberazione della Francia dopo la sconfitta nella guerra franco-prussiana del 1870.

Le 5 vedute seguenti riassumono la produzione di acqueforti dell'artista: 
- Une rue à Beyrouth Syrie, (ottobre 1863) fu la prima acquaforte di Longueville, che gli permise di far parte della "Società degli acquafortisti"
- Combat naval. L'Alabama coulant sous le feu de Kearsarge,
- Sous voiles courant grand largue, 1864, della serie Sur terre et sur mer
- Le Saint Sépulcre, 1870, della serie Voyage d’un marin à Jérusalem
- Le tombeau de la Vierge dans la vallée de Josaphat, 1872

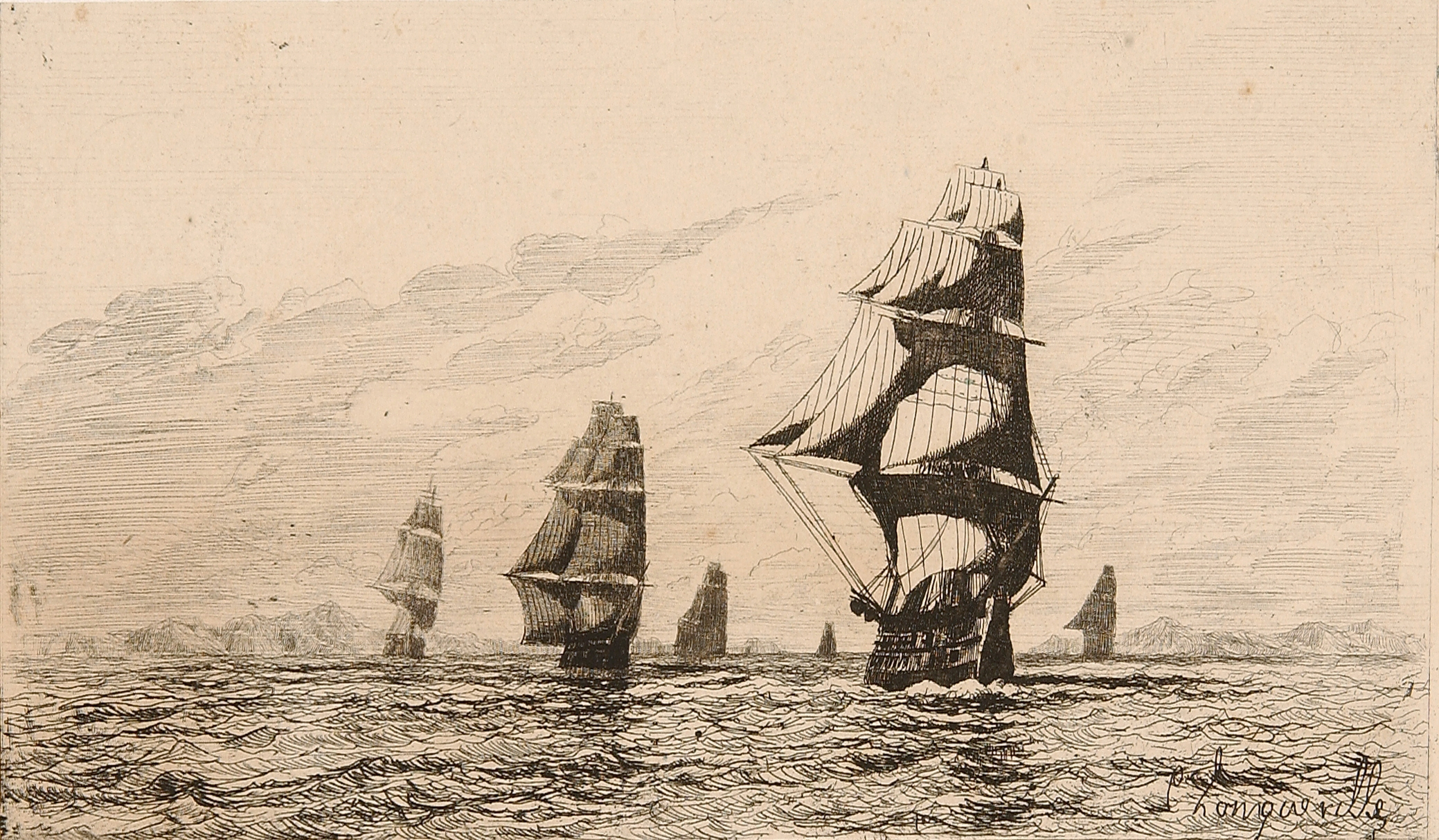
Sous voiles courant grand largue, 1864, (10x17,2)
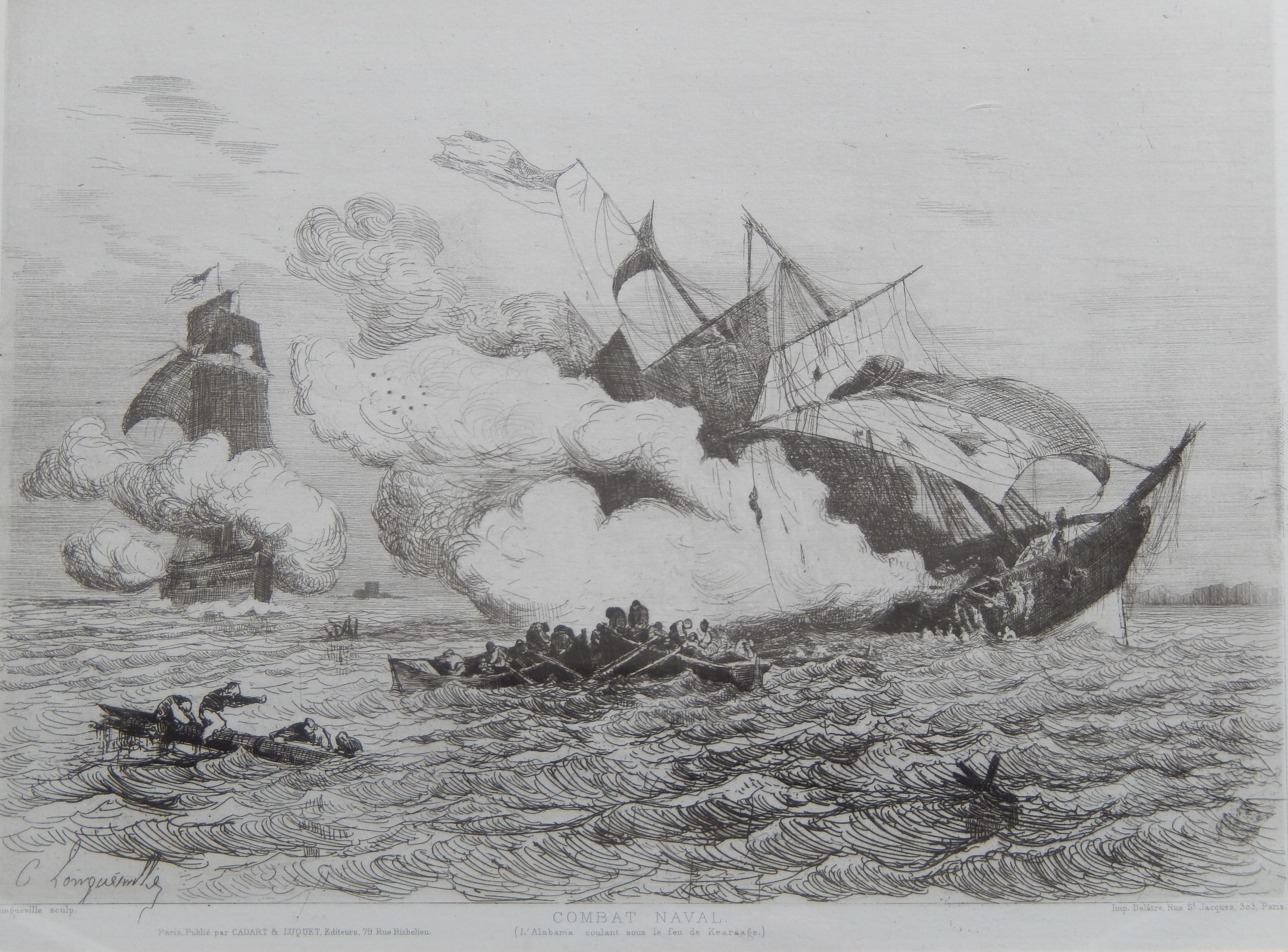
Combattimento navale, 1864, (21,5x30)
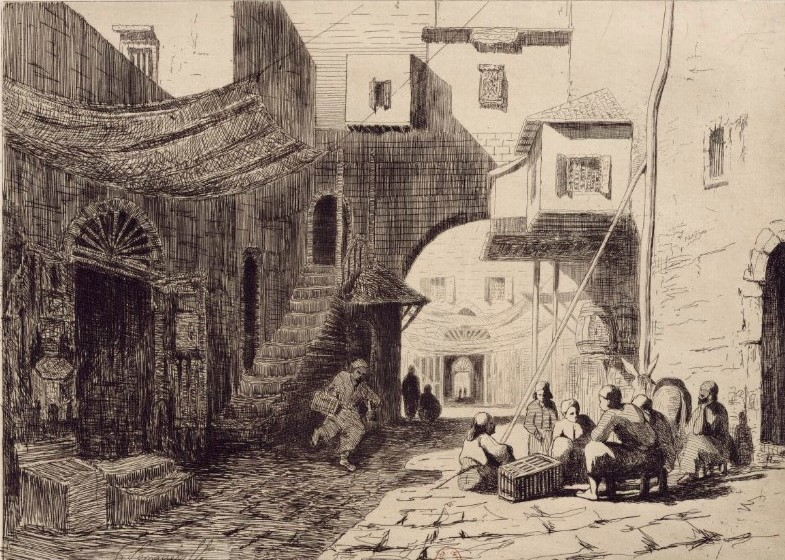
Una strada di Beirut, 1863, (21,3x29,2)
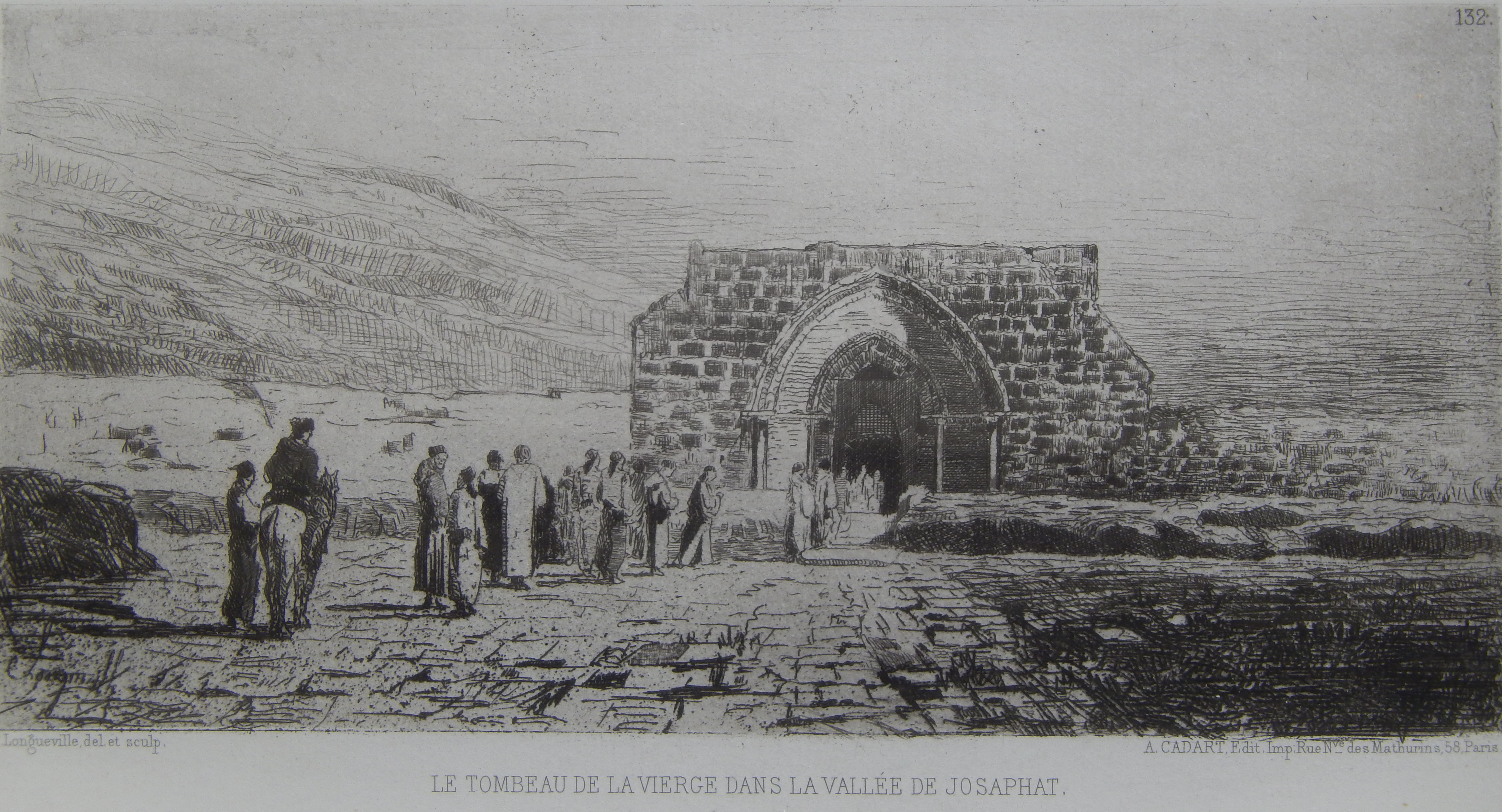
La tomba della Vergine nella valle di Josafat, 1872, (12x23)
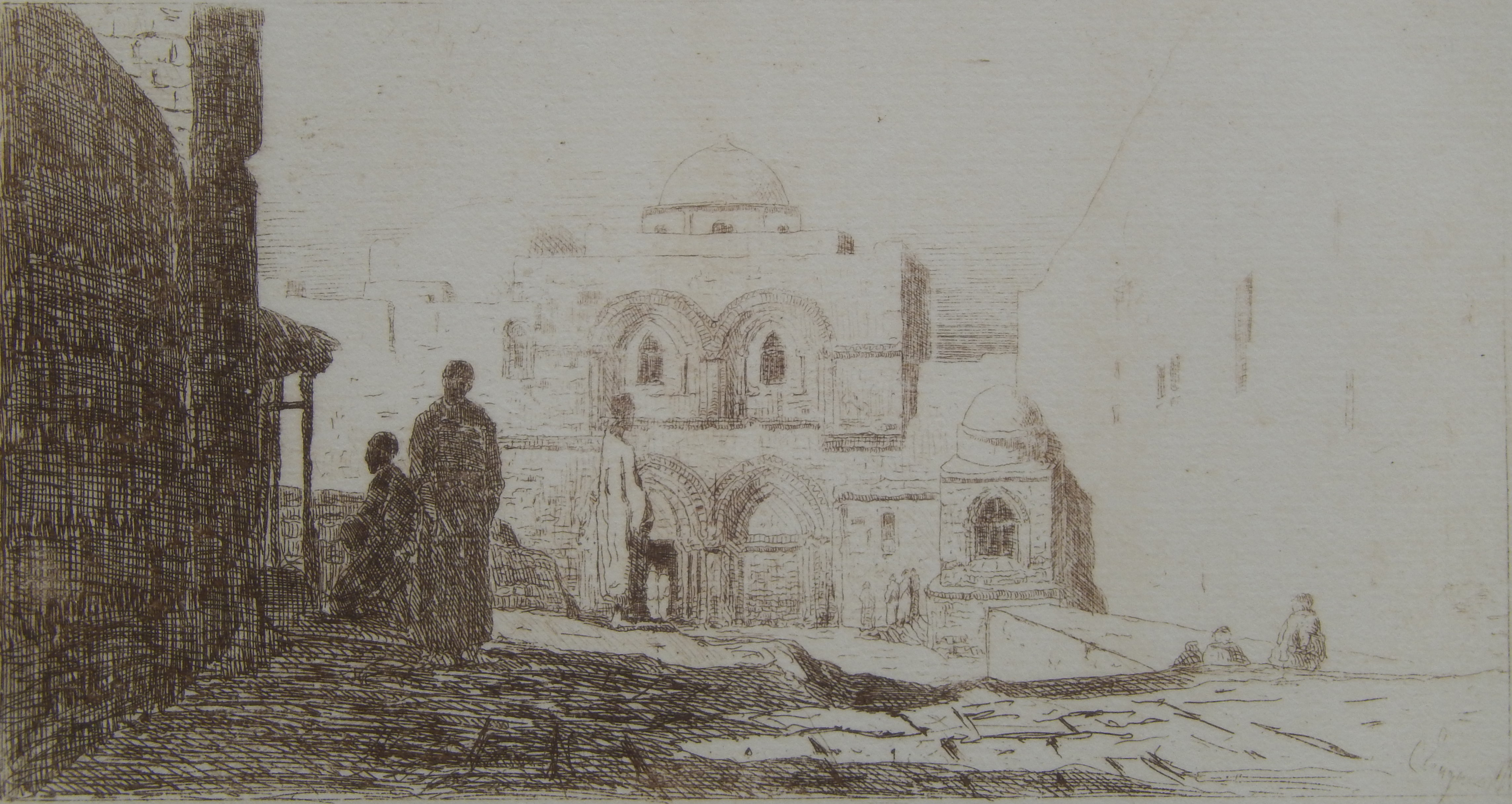
Il Santo Sepolcro, 1870, (12x22,5)

### Disegni
Fu durante gli anni della Scuola navale che il talento di Longueville si manifestò. I lavori che seguono costituiscono la maggior parte della sua produzione nel periodo giovanile. 
- Porte Saint-Patern à Vannes - Disegno a penna, 1889, collezione privata, 24x31
- Iles Saint-Paul et Amsterdam, mer des Indes, hémisphère sud - Disegno a penna, 1849, collezione privata, 15x29
- Castellamare, baie de Naples - Disegno a penna, 1860, collezione privata, 24x42
- Chambord - Disegno a penna, 1892, collezione privata, 24x43
- L’escadre cuirassée française escorte le roi du Portugal - Carboncino, collezione privata, 30x43

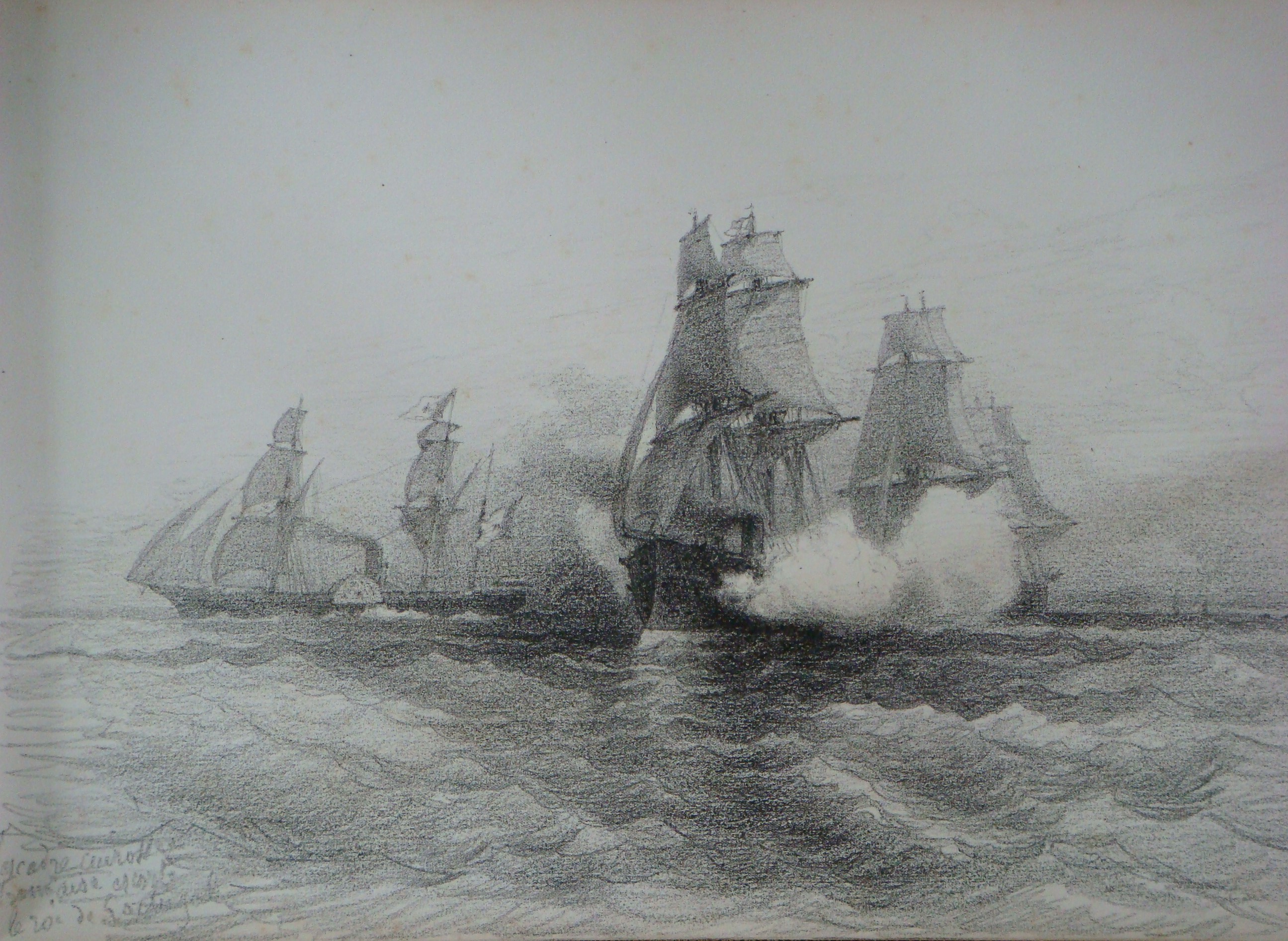
La flotta corazzata francese scorta il re del Portogallo, carboncino
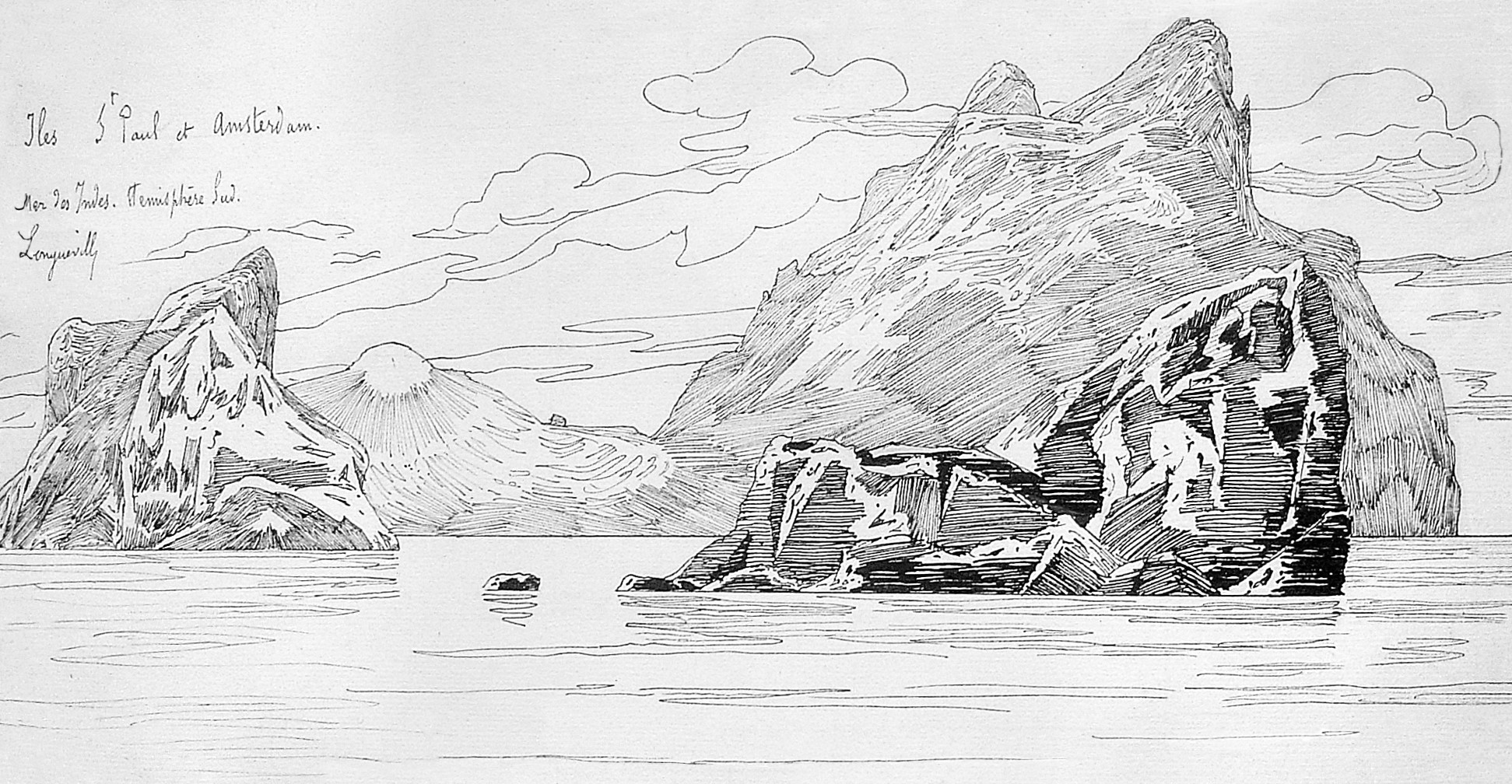
Isole Saint-Paul e Amsterdam, Oceano indiano, emisfero Sud, disegno a penna, 1849
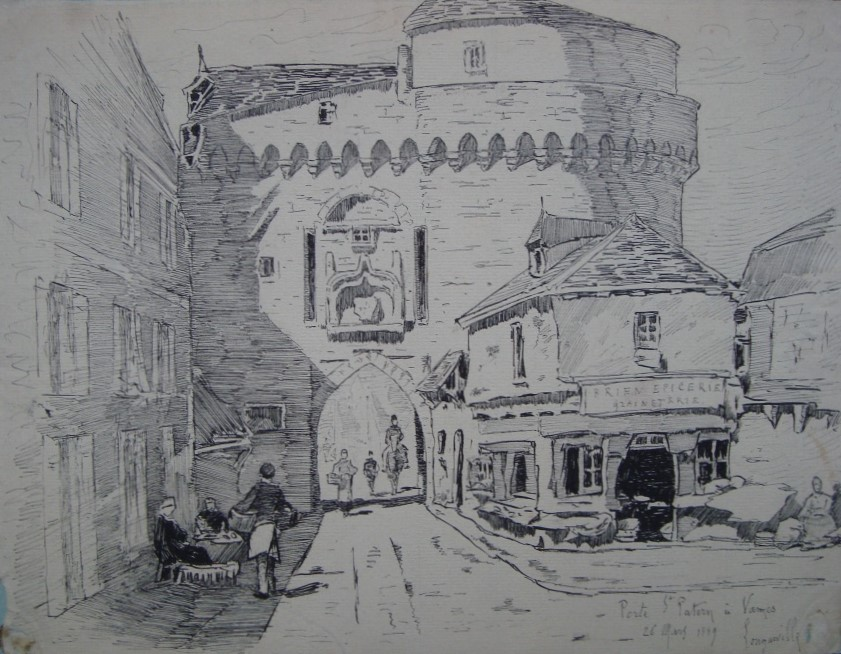
Porta Saint-Patern Vannes, disegno a penna, 1889
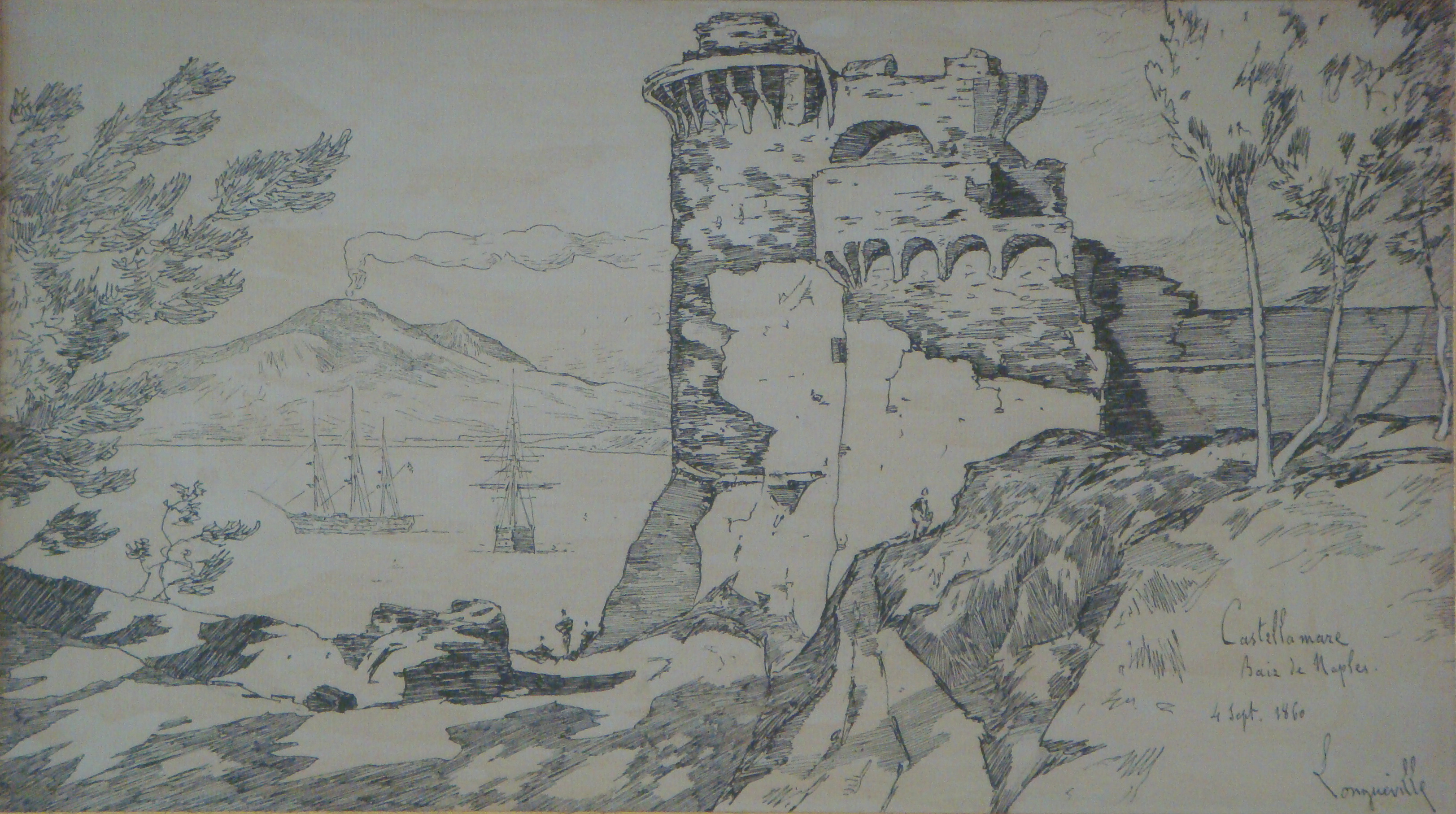
Castellammare, baia di Napoli, disegno a penna, 1860
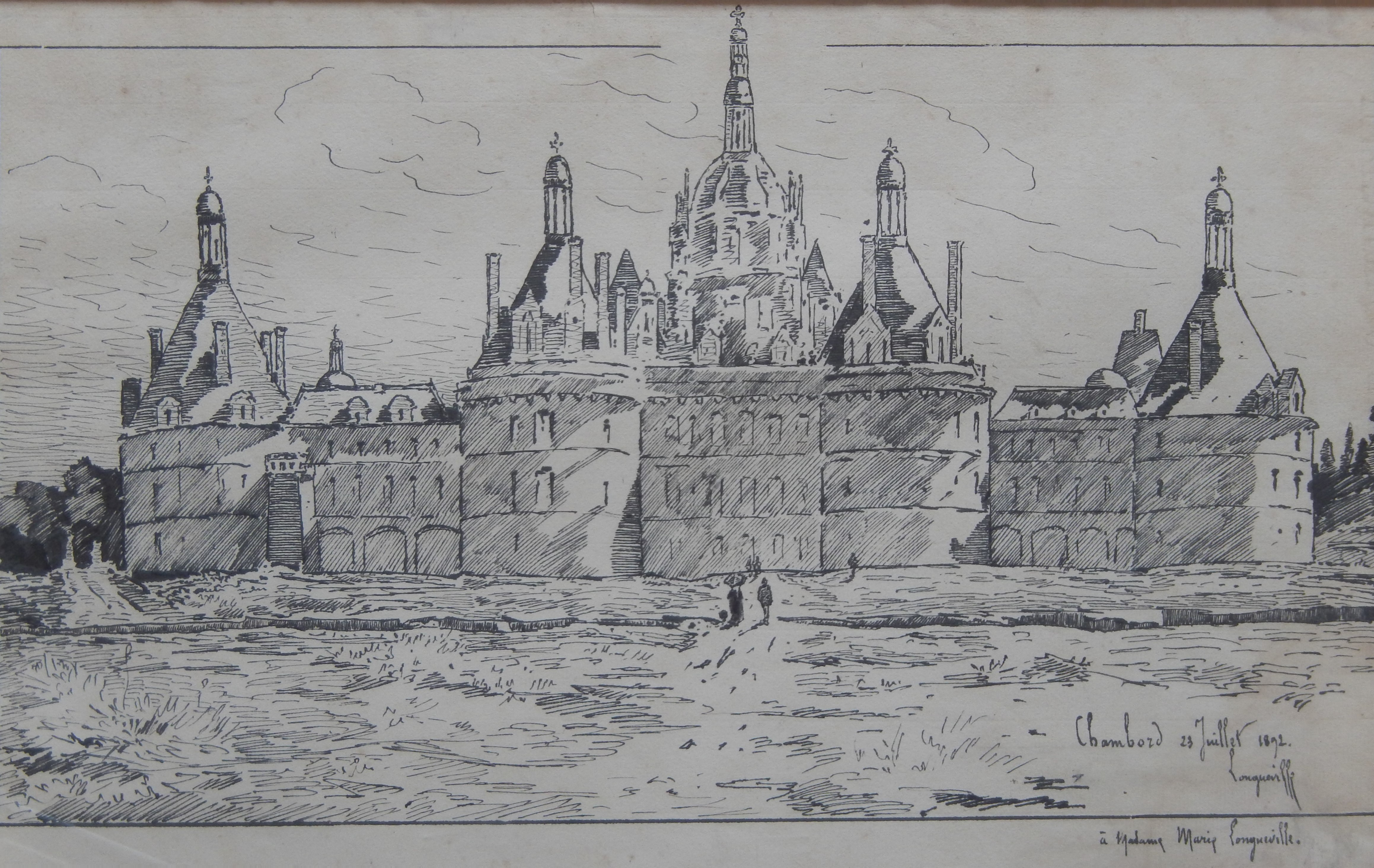
Chambord, disegno a penna, 1892

### Album miniati
Nella primavera del 1882, Charles Longueville fece un viaggio in Spagna. Con l'occasione realizzò un album con le annotazioni del viaggio, che illustrò a penna. Soddisfatto e stimolato dal risultato, pensò di mettere per iscritto l'insieme delle sue vicende professionali e turistiche. In seguito,
all'inizio degli anni 1890, proprio a partire da questa esperienza grafica, ebbe l'idea di realizzare quattro album decorati a penna che dedicò a sua moglie e ai suoi tre figli. Le illustrazioni che seguono danno un'idea di questa sua ultima opera.

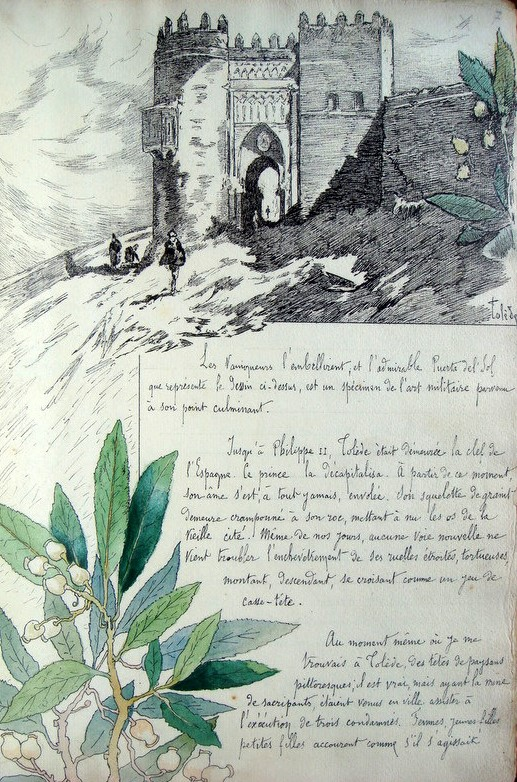
Album 1, La Puerta del Sol a Toledo, 1893
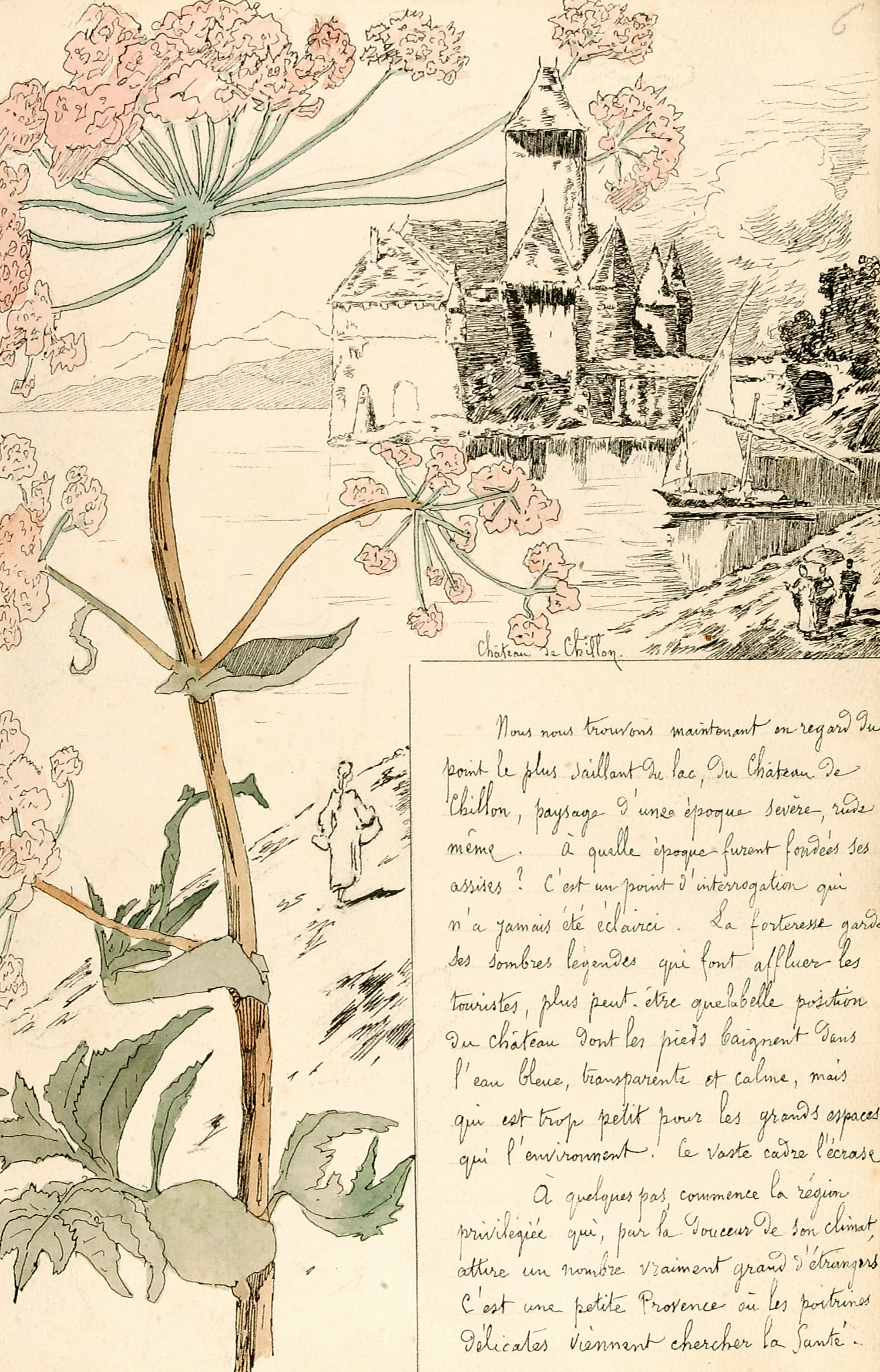
Album 2, Il Castello di Chillon, sul lago Lemano, 1893
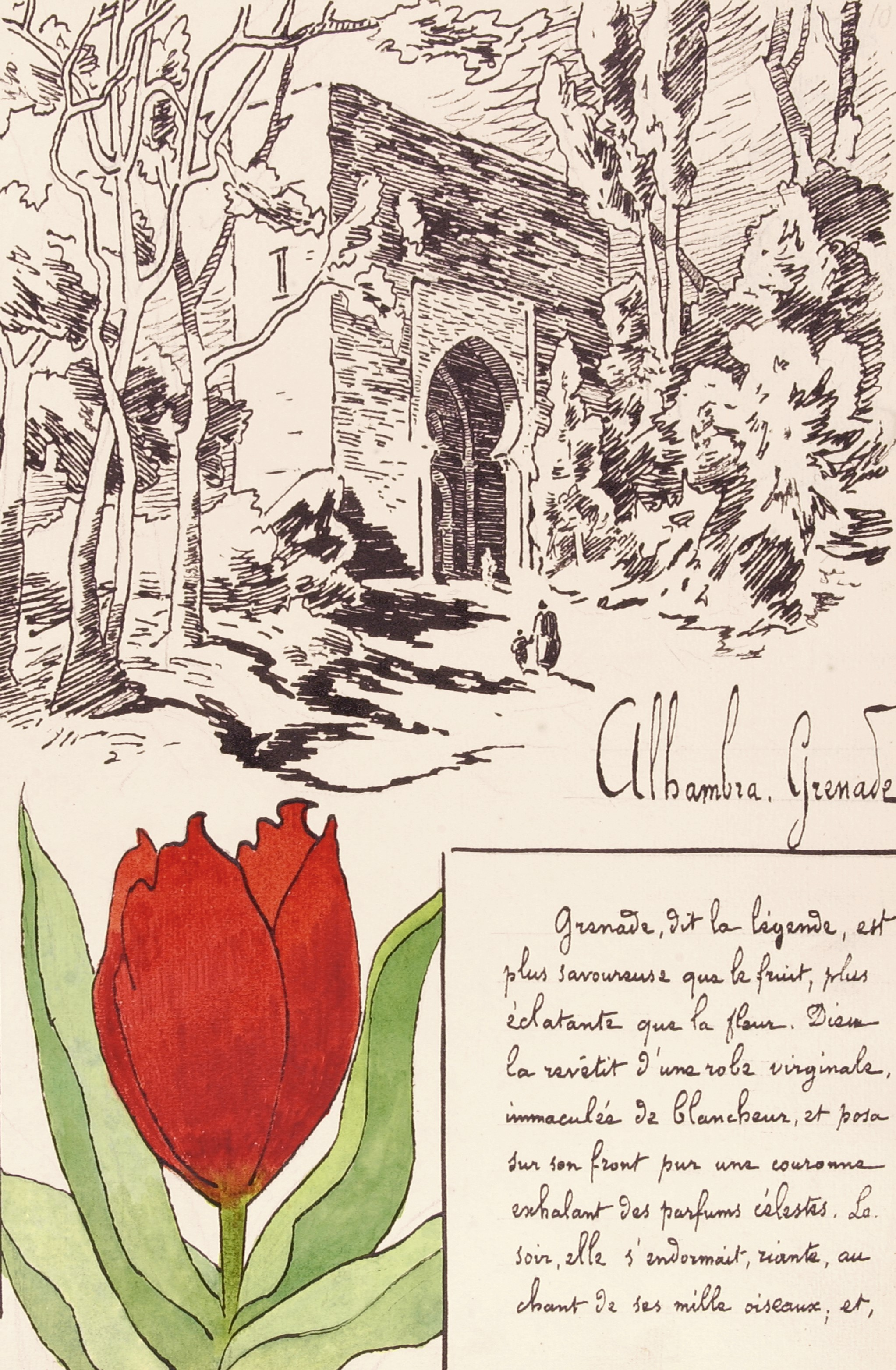
Album 3, La Porta del Giudizio finale a Granada, 1894
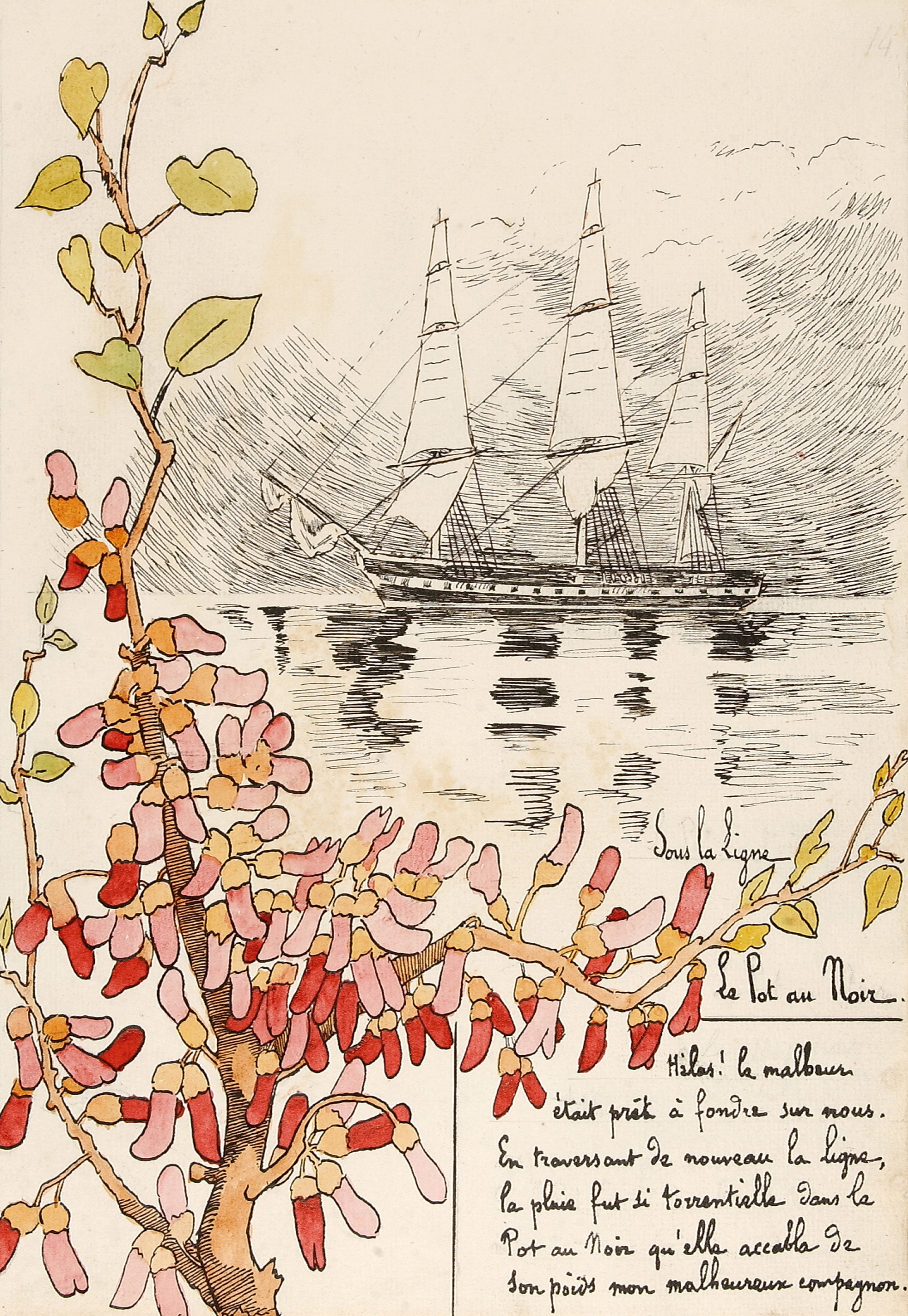
Album 4, Il "vaso al buio", 1895